# 海因里希一世 (黑森)
海因里希一世（德語：Heinrich I. von Hessen，1244年6月24日—1308年12月21日）是第一代黑森伯爵，德國貴族黑森王朝的始祖。
他是布拉班特公爵亨利二世之子。1247年圖林根伯爵海因里希·拉斯佩去世，他的母親圖林根的索菲作為海因里希·拉斯佩的姪女成功為兒子爭取黑森統治權，建立黑森伯國，以卡瑟爾為首府。海因里希一世有兩個兒子：奧托一世與約翰。